# 国土交通省都市・地域整備局
都市・地域整備局（とし・ちいきせいびきょく）は、かつて国土交通省に置かれていた内部部局。2011年（平成23年）7月1日の組織再編で大半の業務は都市局へ移行し、地域振興分野は国土政策局へ移行。また、下水道部は水管理・国土保全局に引き継がれた。

## 組織
2008年7月1日〜2011年7月1日
- 総務課
局の所掌事務の総合調整などを担当している
- 都市・地域政策課
都市・地域整備に係る政策の調整などを担当している
- 都市・地域安全課
都市の防災等都市・地域の安全の確保に係る政策の調整などを担当している
- 地方振興課
個性豊かで、活力あふれる地域づくりに係る事務を所掌している
- まちづくり推進課
総合的・横断的なまちづくりに係る事務を所掌している
- 都市計画課
まちづくりのルールを定める事務を所掌している
- 市街地整備課
土地区画整理事業や市街地再開発事業等に係る事務を所掌している
- 街路交通施設課
安全、快適、機能的な都市活動に寄与する街路事業に係る事務を所掌している
- 公園緑地・景観課
都市公園、緑地保全、都市緑化及び景観や歴史まちづくりに係る事務を所掌している
- 離島振興課
離島地域の振興や活性化に係る事務を所掌している
- 特別地域振興官
奄美群島や小笠原諸島の振興開発に係る事務を所掌している
- 下水道部
  - 下水道企画課
下水道部の所掌事務に係る総合調整などを担当している
  - 下水道事業課
公共下水道、流域下水道及び都市下水路事業に係る事務を所掌している
  - 流域管理官
流域管理に関する施策の企画・立案・調整に係る事務を所掌している